# Kailahun (Distrikt)
Kailahun ist ein Distrikt in Sierra Leone mit 550.435 Einwohnern (Stand 2021). Er liegt in der Provinz Eastern im Osten des Landes, an der Grenze zu Liberia und Guinea. Seine Hauptstadt ist Kailahun, weitere Städte sind Segbwema, Koindu, Pendembu und Bunumbu. Der Distrikt ist in 14 Chiefdoms (Häuptlingstümer) eingeteilt.
Kailahun umfasst eine Fläche von 3859 km². Höchste Erhebung des Distrikts ist der Jojina mit 851 Meter über Meer.
Die Bewohner des Kailahun-Distrikts gehören hauptsächlich den Ethnien der Kissi und Mende an und sind mehrheitlich Muslime. Die Wirtschaft in Kailahun besteht in Bergbau in kleinem Maßstab sowie dem Anbau von Kakao, Kaffee und Reis.
Der Distrikt verfügte 2006 über 56 Gesundheitseinrichtungen, darunter ein staatliches Krankenhaus und eine staatliche Klinik. 2005 waren 1,4 % der Bewohner sind HIV-positiv. 2004/2005 gab es 288 Primar- und 13 Sekundarschulen. Die Alphabetisierungsrate lag 2004 bei 32 % (43 % der Männer und 22 % der Frauen) und damit unter dem Landesdurchschnitt. 48,7 % der Kinder besuchten eine Schule.

## Galerie

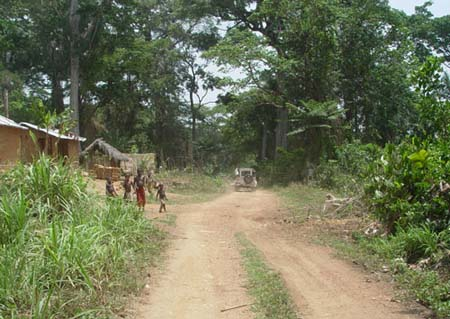
Straße auf dem Land im Kailahun-Distrikt
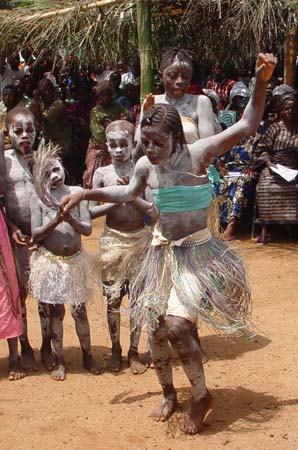
Traditioneller Tanz in Koindu